# Coppa del mondo di mountain bike 1996
La Coppa del mondo di mountain bike 1996 organizzata dall'Unione Ciclistica Internazionale (UCI) e supportata da Grundig si disputò in due discipline: cross country (10 tappe) e downhill (6 tappe).

## Cross country
| Data              | Luogo             | Vincitore           | Vincitrice      |
| ----------------- | ----------------- | ------------------- | --------------- |
| ?                 | Lisbona           | Thomas Frischknecht | Alison Sydor    |
| ?                 | Houffalize        | Christophe Dupouey  | Alison Sydor    |
| ?                 | Sankt Wendel      | Thomas Frischknecht | Alison Sydor    |
| ?                 | Helen             | Miguel Martinez     | Juli Furtado    |
| ?                 | Bromont           | Miguel Martinez     | Alison Sydor    |
| ?                 | Mont-Sainte-Anne  | Christophe Dupouey  | Alison Sydor    |
| ?                 | Mount Snow        | Rune Høydahl        | Alison Sydor    |
| ?                 | Les Gets          | Bart Brentjens      | Daniela Gassman |
| ?                 | Kristiansand      | Miguel Martinez     | Gunn-Rita Dahle |
| ?                 | Hawaii            | Thomas Frischknecht | Gunn-Rita Dahle |
| Classifica finale | Classifica finale | Christophe Dupouey  | Alison Sydor    |

## Downhill
| Data              | Luogo             | Vincitore        | Vincitrice             |
| ----------------- | ----------------- | ---------------- | ---------------------- |
| ?                 | Panticosa         | Tomas Misser     | Anne-Caroline Chausson |
| ?                 | Nevegal           | Marcus Klaussman | Anne-Caroline Chausson |
| ?                 | Mont-Sainte-Anne  | Tomas Misser     | Leigh Donovan          |
| ?                 | Les Gets          | Nicolas Vouilloz | Anne-Caroline Chausson |
| ?                 | Kaprun            | Rob Warner       | Missy Giove            |
| ?                 | Hawaii            | John Tomac       | Missy Giove            |
| Classifica finale | Classifica finale | Nicolas Vouilloz | Missy Giove            |